# Indiglo

Attivazione di Indiglo su orologio Timex

Indiglo è una caratteristica di alcuni orologi venduti da Timex, che consiste nell'integrazione di un pannello elettroluminescente retroilluminato per un'illuminazione uniforme del quadrante dell'orologio e la conseguente lettura in condizioni di scarsa visibilità.
Il marchio è di possesso di Indiglo Corporation, che a sua volta è di proprietà di Timex. Il nome deriva dalla parola indaco, poiché gli orologi originali con questa tecnologia emettevano inizialmente una luce verde-azzurra. Ai giorni d'oggi, l'illuminazione è prettamente di colore azzurro. Il nome Indiglo è stato inizialmente creato da Austin Innovations Inc.
Timex introdusse la tecnologia Indiglo nel 1992 nella sua linea di orologi Ironman e, solo successivamente, ha esteso il suo utilizzo al 70% della sua linea di orologi, inclusi orologi da uomo e da donna, orologi sportivi e cronografi. Successivamente, Casio ha introdotto la propria versione della tecnologia di retroilluminazione elettroluminescente nel 1995.
Le retroilluminazioni Indiglo emettono tipicamente una distintiva tonalità verde-azzurra e illuminano uniformemente l'intero display o quadrante. Alcuni modelli Indiglo, come ad esempio il Timex Datalink USB, utilizzano un display a cristalli liquidi negativi, in modo che vengano illuminate solo le cifre anziché l'intero display

## Scissione TX e Indiglo

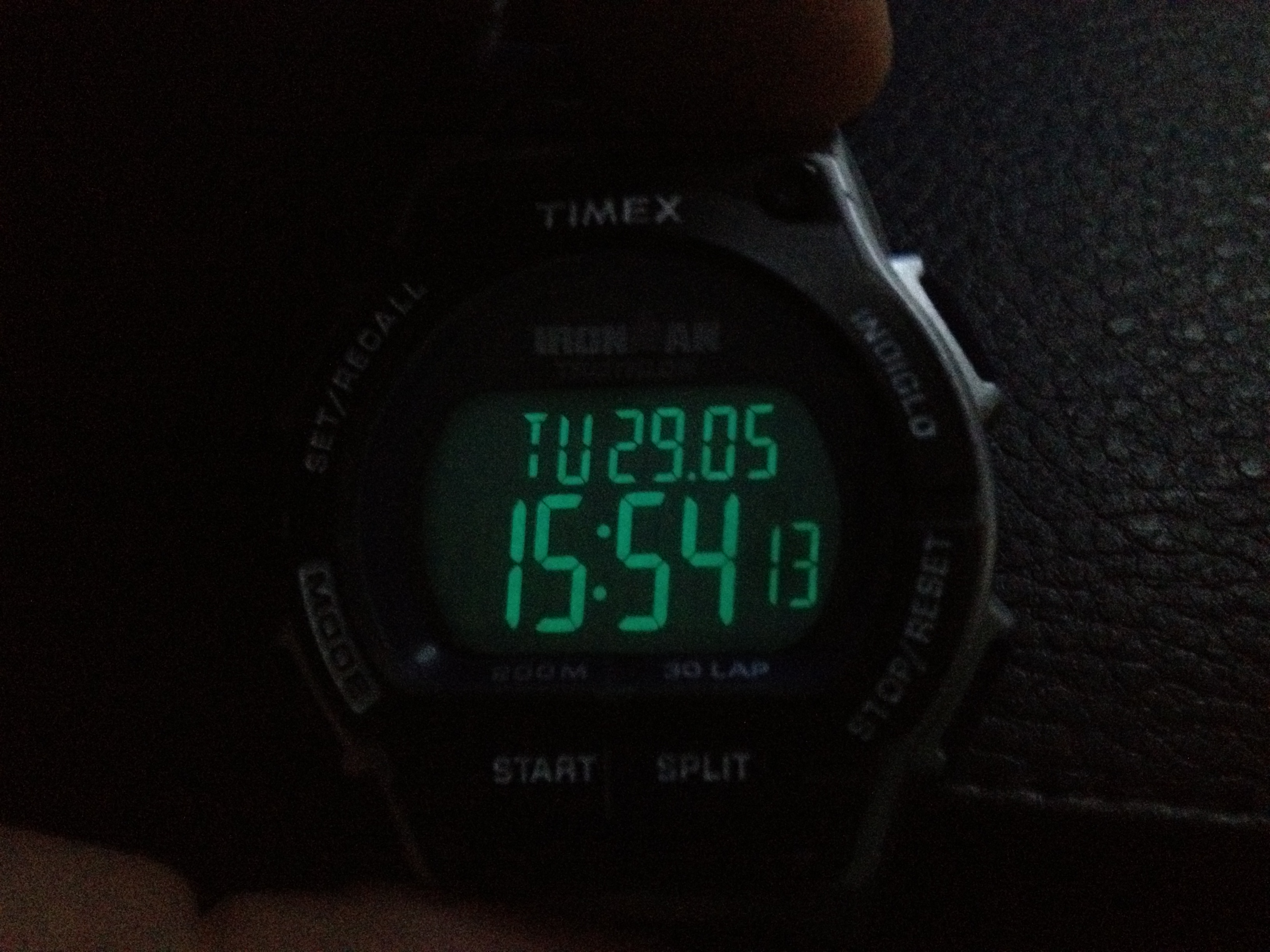
Timex Ironman Indiglo

Dal 2006 al 2011, il gruppo Timex ha distribuito una collezione di orologi al quarzo di alta gamma sotto il marchio TX Watch Company, impiegando un movimento esclusivo con sei lancette, quattro motori e un controllo a microprocessore. Per distinguere il marchio da Timex, i movimenti presentavano caratteristiche di lusso associate a un marchio di fascia alta, ad esempio, cristalli di zaffiro e cassa in acciaio inossidabile o titanio, e utilizzavano lancette trattate con pigmento luminescente super-luminova per una leggibilità ottimale in condizioni di scarsa illuminazione, invece che la tecnologia Indiglo.
Nel 2012, quando il Gruppo Timex ha trasferito la tecnologia multi-motore e multi-mano controllata da microprocessore al proprio marchio Timex, ha creato una sotto-collezione commercializzata come Intelligent Quartz (IQ) . La linea usava gli stessi movimenti e le stesse capacità del marchio TX, a un prezzo molto più accessibile, incorporando la tecnologia Indiglo anziché i pigmenti di super-luminova.